# 知多新線
知多新線（日语：／ Chita Shinsen */?）是一條位於日本愛知縣知多半島，連結知多郡武豐町的富貴站至南知多町的內海站的鐵路路線，由名古屋鐵道興建及營運。

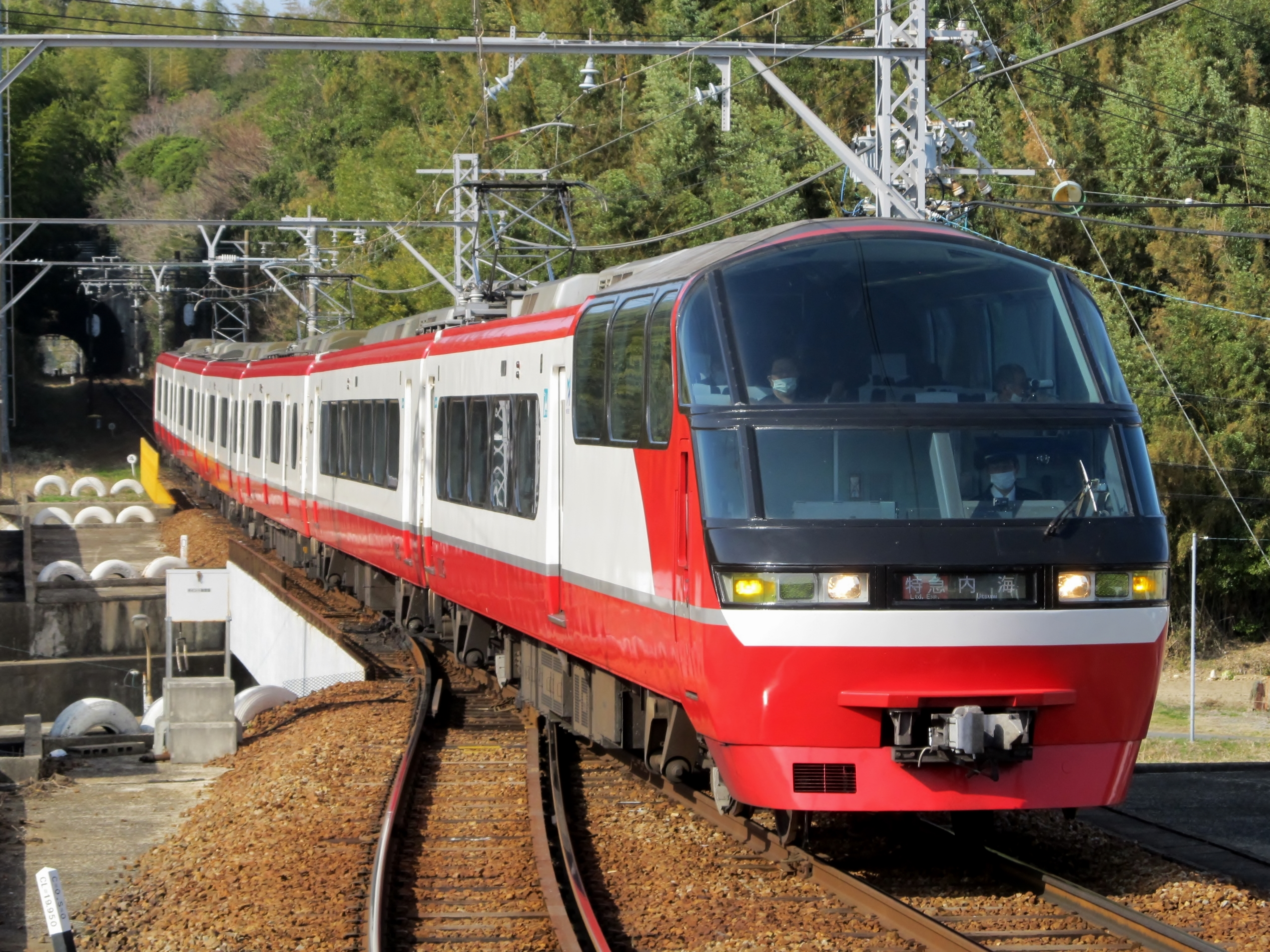
往内海站的名鐵1200系特急電車(2023年3月)

## 路線資料
- 路線距離（營業距離）：13.9公里
- 軌距：1067毫米
- 軌條：50kgN
- 站數：6個（包括起終點站）
- 複線路段：沒有（全線單線，但預留有複線用地）
- 電氣化路段：全線電氣化（直流1500V）
- 閉塞方式：自動閉塞式
- 可交會車站：除美濱綠苑站外所有車站、信號場
- 最大坡度：34.8‰（別曾池信號場－上野間站間）
- 最小曲線半徑：350公尺（富貴站附近）
- 最高速度：100公里/小時

## 歷史
在知多半島南部興建鐵路的計劃早於20世紀初已存在:449。當時日本政府曾批出三份在知多郡南部興建鐵路的許可書。這三份計劃分別由公營的鐵道省、私營的愛知電氣鐵道，以及由知多郡的地區人士成立的「知多輕便鐵道」提出:247。然而，由於知多半島南部人口稀少、鐵路經濟效益不彰，以及太平洋戰爭爆發等原因，三項計劃皆未有付諸實行:247。
戰後名古屋港地區迅速工業化:449，知多半島遂成為名古屋一帶居民假日休閒的勝地。日本政府於1958年在當地設立三河灣國定公園:449，大量遊客使用河和線進出公園，使名古屋鐵道（名鐵）認為有必要興建一條直達半島南部的鐵路。在「延長常滑線」、「延長河和線」，以及「河和線分支」三個方案中，名鐵由於期望新鐵路能促進知多半島中部發展而採用了「河和線分支」方案:170。而時任名鐵副社長竹田弘太郎則向社長土川元夫建議在靠近半島的丘陵地帶興建新路線，因為這樣比起沿海興建鐵路更能刺激周邊的房屋發展，增加公司的營收:243。
名鐵原計劃於知多武豐站與富貴站之間興建新的信號場，並在1966年9月申請許可:243。然而由於在購地方面遇上困難，名鐵最後決定把新線的起點南移至富貴站以南，並重新申請施工許可。日本政府1969年10月批准名鐵在富貴站至別曾池之間興建新鐵路，而別曾池至內海站之間的新線則於1971年6月取得許可:449。
新線最初的施工大致順利，只有深谷隧道因曾發生滲水崩塌事故而使工期延誤了六個月:244。富貴站至上野間站於1974年6月通車。其後的工程受第一次石油危機影響而進展緩慢。1975年7月，上野間站至知多奧田站通車；次年4月知多奧田站至野間站通車:669。
至於最後至內海站一段，由於地區人士反對把車站設在海邊，名鐵需更改計劃，於較內陸位置建造新站，並增建一條隧道（即內海隧道）:245。此外，在內海站施工期間，人們在工地發現了一座貝塚，並經考古分析證實是東海地區最古老:503、建於繩文時代的貝塚:170。結果內海站需等待考古工作完畢才能繼續工程，直至1980年6月方才完工通車:669。
在知多新線興建的十年間，知多郡一帶被政府劃為限制發展區，結果使該線無法發揮刺激新市鎮發展的功能，亦使該線的乘客量遠少於預期:504。名鐵原本在該線預留兩座車站及複線路基，結果只有美濱綠苑站在1987年開放使用。面對乘客量低迷的問題，名鐵與南知多開發局合作，發展區內的觀光設施與配套，以吸引乘客使用新線:504，包括設立名鐵海上觀光船、興建南知多海灘樂園及內海森林公園等。另外，1983年遷至現址的日本福祉大學及其附屬高中亦為知多新線帶來一批固定乘客。

## 服務概況

### 列車班次
現時本線的基本服務為每小時三班列車，包括：
- 一班往返名鐵名古屋站的特急列車 (晚間從內海站開出的列車到達名古屋後繼續行駛至佐屋站)
- 一班往返金山站的普通列車
- 一班往返新鵜沼站的急行列車

早上繁忙時間 (6 至 9 時) 每小時增開一班列車，其中平日早上7時52分從內海開往佐屋的班次為「快速急行」。
雖然列車班次有依其停站多寡分級，但全部班次在知多新線上都是各站停車。

### 收費
由於本線為較新建路線，名鐵獲准額外增收車費填補建造開支，因此本線列車車費較其他路線高。
上野間站至知多奧田站之間的車費為¥190，屬全線最低。上野間站與富貴站之間雖然沒有其他車站，但由於距離較遠，車費亦較高（單程車費¥280）。至於知多新線沿線各站（不包括富貴站）往返名古屋市中心的車費則介乎¥960至¥1110之間。
與大部份隸屬名古屋鐵道的車站一樣，知多新線全部車站接受manaca付款，亦接受其他與manaca達成互通協議的IC卡（如Suica、ICOCA等）。

## 車站列表
- 所有車站都位於愛知縣知多郡。
- 知多新線內運行的類別包括特急、快速急行、急行、普通，但在知多新線內全部各站停車。
- 停靠站以2011年12月17日為準。

範例
軌道（全線單線） … ｜：不可交會車站 ∨、◇、∧：可交會車站、信號場
| 車站編號                                                     | 中文站名     | 日文站名 | 英文站名 | 站間距離 | 營業距離 | 接續路線            | 軌道 | 所在地   |
| ------------------------------------------------------------ | ------------ | -------- | -------- | -------- | -------- | ------------------- | ---- | -------- |
| 多數列車途經河和線太田川直通運行至金山、名鐵名古屋、新鵜沼等 |              |          |          |          |          |                     |      |          |
| KC17                                                         | 富貴         |          |          | -        | 0.0      | 名古屋鐵道： 河和線 | ∨    | 武豐町   |
|                                                              | 別曾池信號場 |          | /        | 3.0      | 3.0      |                     | ◇    | 武豐町   |
| KC20                                                         | 上野間       |          |          | 2.8      | 5.8      |                     | ◇    | 美濱町   |
| KC21                                                         | 美濱綠苑     |          |          | 0.9      | 6.7      |                     | ｜   | 美濱町   |
| KC22                                                         | 知多奧田     |          |          | 1.4      | 8.1      |                     | ◇    | 美濱町   |
| KC23                                                         | 野間         |          |          | 1.7      | 9.8      |                     | ◇    | 美濱町   |
| KC24                                                         | 內海         |          |          | 4.1      | 13.9     |                     | ∧    | 南知多町 |

### 名鐵官方網站資訊
1. 1 2  .   [2017-03-17]. （原始内容存档于2016-09-29）.
2. ↑  .   [2017-03-17]. （原始内容存档于2017-09-19）.
3. ↑  .   [2017-03-17]. （原始内容存档于2017-04-04）.
4. ↑  .   [2017-03-17]. （原始内容存档于2010-09-21）.
5. ↑  . 電車のご利用案内.   [2017-03-17]. （原始内容存档于2018-07-15）.
6. ↑   (PDF).   [2017-03-17]. （原始内容存档 (PDF)于2016-08-06）.
7. ↑   (PDF).   [2017-03-17]. （原始内容存档 (PDF)于2018-02-05）.
8. ↑  .   [2017-03-17]. （原始内容存档于2017-05-02）.

### 其他參考資料
1. 1 2 3 4 5 6 7  . 名古屋鐵道. 1994.
2. 1 2 3 4 5 6  中村隆義. . 中部經濟新聞社（日语：中部経済新聞社）. 1995. ISBN 978-4885200175.
3. 1 2  川島令三. . 草思社. 2002. ISBN 978-4794211408.
4. ↑  青木栄一. . 鉄道ピクトリアル (電気車研究会). 1996-7, 624: 100.
5. 1 2  南知多町誌編集委員会. . 南知多町. 1991.
6. ↑  清水武. . 鉄道ピクトリアル (電気車研究会). 2009-3, 816: 115.
7. ↑  三木理史. . 鉄道ピクトリアル (電気車研究会). 1986-12, 473: 95.
8. ↑  太田貴之. . 鉄道ピクトリアル (電気車研究会). 2009-3, 816: 39.
9. ↑  . 名古屋市交通局.   [2017-03-17]. （原始内容存档于2017-03-06）.

## 相關項目
- 日本鐵路線列表

## 外部連結
- 河和線・知多新線 （页面存档备份，存于） （日語）